# Senado de Vermont
El Senado de Vermont es la Cámara Alta de la Legislatura Estatal del Estado de Vermont, Estados Unidos. Consiste en 30 miembros electos por distintos distritos electorales representando al menos 20,300 durante un período de dos años con reelección concecutiva indefinida. Como otras cámaras altas estadounidense tiene distintas potestades de control como son la confirmación o rechazo del gabinete estatal y la designación de ejecutivos deparamentales, así como designa a los integrantes de la Corte Suprema de Vermont.

## Composición
El Senado de Vermont cuenta con 13 distritos multi-representados (es decir, donde un mismo distrito elige varios representantes dependiendo de la proporción de la población) que corresponden más o menos con los 14 condados del Estado. La duración en el cargo es por dos años y no cuatro como en otros estados.

## Presidencia
El presidente del Senado es el vicegobernador de Vermont, sin embargo, sólo ejerce el cargo en caso de empate. El resto del tiempo el presidente pro tempore es quien preside las sesiones y suele ser electo por la bancada mayoritaria en el Senado, tradicionalmente la demócrata.

## Integrantes
| Distrito              | Representante            | Partido               | Residencia       | Elección         |
| --------------------- | ------------------------ | --------------------- | ---------------- | ---------------- |
| Addison               | Claire Ayer              | Demócrata             | Weybridge        | 2002             |
| Addison               | Christopher A. Bray      | Demócrata             | New Haven        | 2012             |
| Bennington            | Brian Campion            | Demócrata             | Bennington       | 2014             |
| Bennington            | Richard Sears            | Demócrata             | North Bennington | 1992             |
| Caledonia             | Joe Benning              | Republicano           | St. Johnsbury    | 2010             |
| Caledonia             | Jane Kitchel             | Demócrata             | Danville         | 2004             |
| Chittenden            | Tim Ashe                 | Progresista           | Burlington       | 2008             |
| Chittenden            | Phil Baruth              | Demócrata/Progresista | Burlington       | 2010             |
| Chittenden            | Debbie Ingram            | Demócrata             | Burlington       | 2016             |
| Chittenden            | Ginny Lyons              | Demócrata             | Wiilliston       | 2000             |
| Chittenden            | Christopher Pearson      | Progresista/Demócrata | Burlington       | 2016             |
| Chittenden            | Michael Sirotkin         | Demócrata             | Burlington       | 2014             |
| Essex-Orleans         | John S. Rodgers          | Demócrata             | Glover           | 2012             |
| Essex-Orleans         | Robert Starr             | Demócrata             | North Troy       | 2004             |
| Alburgh-Franklin      | Carolyn Whitney Branagan | Republicano           | Georgia          | 2016             |
| Alburgh-Franklin      | Dustin Degree            | Republicano           | St. Albans City  | 2014             |
| Colchester-Grand Isle | Richard Mazza            | Demócrata             | Colchester       | 1984             |
| Lamoille              | Rich Westman             | Republicano           | Hyde Park        | 2010             |
| Orange                | Mark MacDonald           | Demócrata             | Williamstown     | 2003 (1997-1999) |
| Rutland               | Brian Collamore          | Republicano           | Rutland Town     | 2014             |
| Rutland               | Peg Flory                | Republicano           | Pittsford        | 2010             |
| Rutland               | Kevin Mullin             | Republicano           | Rutland Town     | 2003             |
| Washington            | Francis Brooks           | Demócrata             | Montpelier       | 2016             |
| Washington            | Ann Cummings             | Demócrata             | Montpelier       | 1996             |
| Washington            | Anthony Pollina          | Progresista           | Middlesex        | 2010             |
| Windham               | Becca Balint             | Demócrata             | Brattleboro      | 2014             |
| Windham               | Jeanette White           | Demócrata             | Putney           | 2002             |
| Windsor               | Alison Clarkson          | Demócrata             | Woodstock        | 2000             |
| Windsor               | Richard McCormack        | Demócrata             | Bethel           | 2006 (1989-2003) |
| Windsor               | Alice Nitka              | Demócrata             | Ludlow           | 2006             |